# Mirko Švenda Žiga
Mirko Švenda Žiga (* 7. Mai 1964 in Prelog, Kroatien) ist ein kroatischer Sänger.

## Leben
Švenda wurde am 7. Mai 1964 in Prelog, in der Nähe der Stadt Čakovec geboren. Er wuchs mit seinen neun Geschwistern in Čehovec bei Prelog auf.
Mit 13 Jahren gründete er seine erste Band „Amor“, in der er der Leadsänger und Schlagzeuger war. In den frühen 1990er Jahren trat er bei humanitären Veranstaltungen sowie in Clubs auf.
Mit Tomislav Ivčić, bei dessen Band Švenda er Schlagzeuger war, plante er sein erstes Solo-Album, welches aufgrund des unerwarteten Todes Ivčićs nicht veröffentlicht wurde.
Nach einer kurzen künstlerischen Pause gründet Švenda den Musikverlag Muraland-Švenda, unter welchem er drei Studioalben namens „Fijolica 1“, „Fijolica 2“ und „Fijolica 3“ veröffentlichte.
Seither tritt er unter dem Namen Žiga Međimurski auf.
Das vierte Album namens Zvona Zvone (dt. Die Glocken läuten) behandelte ausschließlich christliche Themen. Jedes Lied auf dem Album handelte von einem Heiligen Schützer der Pfarreien in der Gespanschaft Međimurje.
Im Jahre 1998 wurde das fünfte Album namens Cukor pekeraj vom Verlag Croatia Records veröffentlicht.
Im Jahre 2014 veröffentlicht er erstmals nach 16 Jahren ein Album als Solokünstler unter dem Namen Obiteljski album (dt. Familienalbum), in dem verschiedene Coverversionen von nationalen und internationalen Künstlern (u. a. von Thompson und Cesare Andrea Bixio) vertreten sind.

## Žiga i Bandisti
Im Jahre 2006 entstand das Projekt Žiga i Bandisti. Dabei trat Švenda nicht mehr als Solo-Künstler, sondern mit einer Band, bestehend aus Schlagzeuger und Blasinstrumenten, den traditionellen Volksinstrumenten aus Nordkroatien, auf.
Mit seiner Band Žiga i Bandisti nahm Švenda bisher drei Studioalben auf. Im Jahre 2007 wurde das Album konkrETNO veröffentlicht. Dabei war das Album eine Zeit lang auf Platz 4 der kroatischen Album-Charts.
Zwei Jahre später veröffentlichte er das Album cvETNO protuLETje (dt. blumiger Frühling).
Im Jahre 2011 wurde das dritte Album des Projektes Žiga i Bandisti namens Pleh, struja, žica (dt. Blech, Strom, Draht) veröffentlicht.
Ein Jahr später veröffentlicht er das Live-Album The Cabaret.

## Diskografie
Als Žiga Međimurski
- Fijolica 1
- Fijolica 2
- Fijolica 3
- Zvona zvone
- 1998: Cukor pekeraj
- 2014: Obiteljski album
- 2016: Tri kralja jahaju (mit Krunoslav Lajtman und Toni Eterović)

Als Žiga i Bandisti
- 2007: konkrETNO
- 2008: cvETNO protuLETje
- 2011: Pleh, struja, žica
- 2012: The Cabaret